# Titolo di città in Ungheria

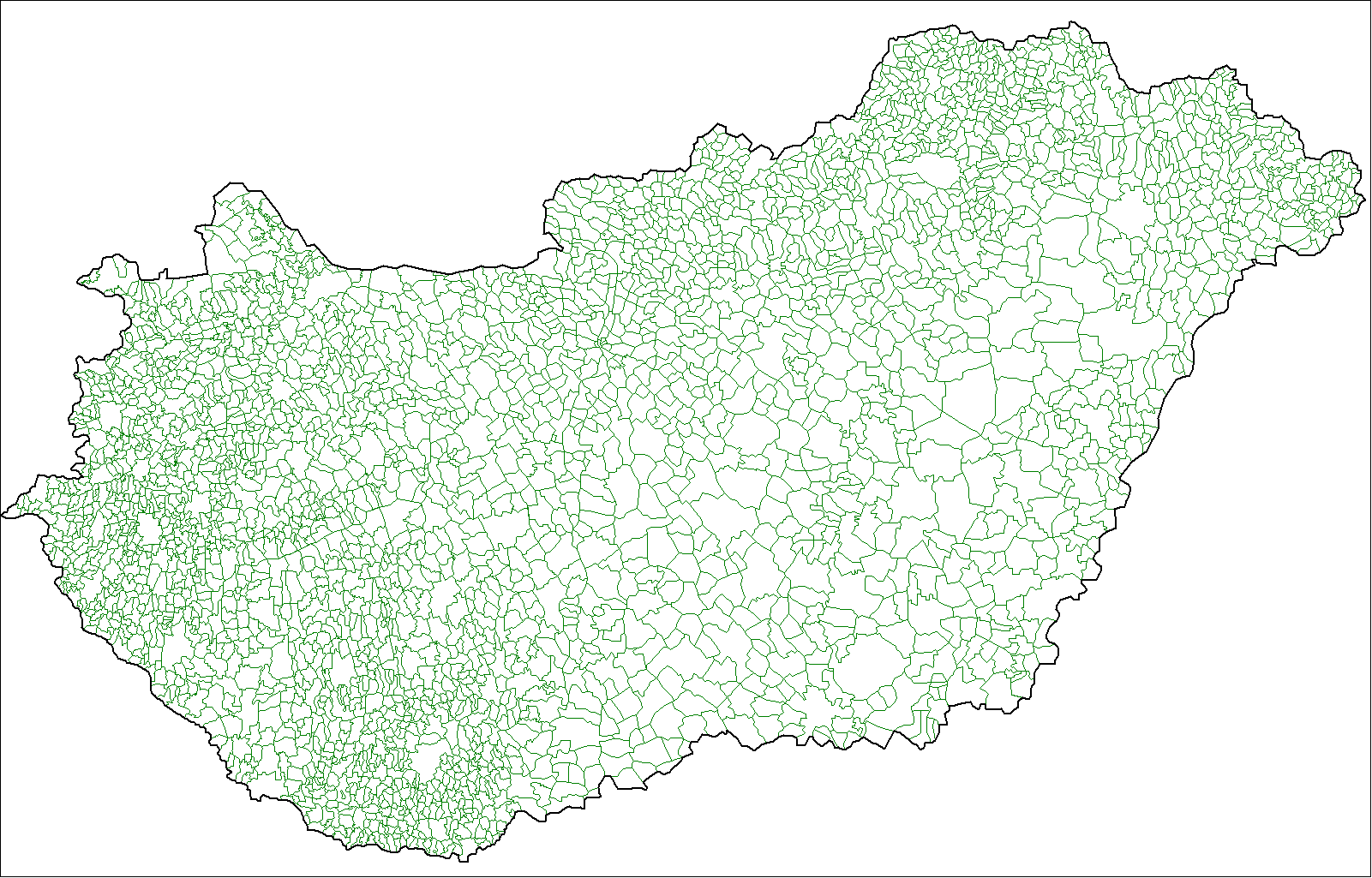
Comuni dell'Ungheria

L'Ungheria, al 1º gennaio 2008, conta 3152 comuni, di cui 298 possono fregiarsi del titolo di città (in ungherese város al singolare, városok al plurale).
Il numero delle città non è fisso, dal momento che frequentemente alcuni comuni assumono il titolo di città attraverso un atto ufficiale del presidente della repubblica.
La capitale, Budapest, non appartiene ad alcuna contea e possiede un proprio territorio ed un proprio status, mentre altre 23 città vengono chiamate contee urbane (in ungherese megyei jogú város, traducibile come città con diritto di contea).
A 3 città vengono riconosciute le caratteristiche di agglomerato: Budapest, Miskolc, Pécs e Győr sta per diventare la quarta. La città più popolosa è Budapest, la meno popolosa è Pálháza con 1 114 abitanti (censimento del 2001).
Per quanto riguarda i comuni, il più popoloso è Solymár (10 123 abitanti, dato 2010), mentre più di 100 comuni hanno una popolazione inferiore ai 100 abitanti e in alcuni casi il numero degli abitanti è meno di 20.

## Le 20 città con più abitanti
| Nome           | Popolazione (1949) | Massimo della popolazione | Popolazione (2010) | Popolazione dell'Agglomerato | Status        |
| -------------- | ------------------ | ------------------------- | ------------------ | ---------------------------- | ------------- |
| Budapest       | 1.590.316          | 2.059.226 (1980)          | 1.721.556          | 2.475.740 (2008)             | Capitale      |
| Debrecen       | 115.399            | 212.235 (1990)            | 207.270            | 237.888 (2005)               | Contea urbana |
| Seghedino      | 104.867            | 189 484 (1989)            | 169.731            | 201.307 (2005)               | Contea urbana |
| Miskolc        | 109.841            | 208.103 (1980)            | 169.226            | 216.470 (2005)               | Contea urbana |
| Pécs           | 89.470             | 183 082 (1989)            | 157.680            | 179.215 (2005)               | Contea urbana |
| Győr           | 69.583             | 130.478 (2010)            | 130.478            | 182.776 (2005)               | Contea urbana |
| Nyíregyháza    | 56.334             | 118.795 (2001)            | 117.832            | -                            | Contea urbana |
| Kecskemét      | 61.730             | 112.233 (2010)            | 112.233            | -                            | Contea urbana |
| Székesfehérvár | 42.260             | 113 935(1989)             | 101.973            | -                            | Contea urbana |
| Szombathely    | 47.589             | 87 997 (1989)             | 79.438             | -                            | Contea urbana |
| Szolnok        | 37.520             | 79.619 (1985)             | 74.656             | -                            | Contea urbana |
| Tatabánya      | 40.221             | 75.921 (1980)             | 69.988             | -                            | Contea urbana |
| Kaposvár       | 37.945             | 74 101 (1979)             | 68.018             | -                            | Contea urbana |
| Békéscsaba     | 44.053             | 68.044 (1980)             | 64.429             | -                            | Contea urbana |
| Érd            | 16.444             | 64.394 (2010)             | 64.394             | Budapest                     | Contea urbana |
| Veszprém       | 20.682             | 66 280 (1989)             | 63.898             | -                            | Contea urbana |
| Zalaegerszeg   | 21.668             | 62.121 (1990)             | 61.705             | -                            | Contea urbana |
| Sopron         | 36.506             | 59.685 (2010)             | 59.685             | -                            | Contea urbana |
| Eger           | 32.352             | 63 794 (1994)             | 56.593             | -                            | Contea urbana |
| Nagykanizsa    | 33.158             | 54.052 (1990)             | 50.101             | -                            | Contea urbana |

## Elenco di tutte le città in ordine alfabetico
- Abádszalók
- Abaújszántó
- Abony
- Ács
- Adony
- Ajka
- Albertirsa
- Alsózsolca
- Aszód
- Bábolna
- Bácsalmás
- Badacsonytomaj
- Baja
- Baktalórántháza
- Balassagyarmat
- Balatonalmádi
- Balatonboglár
- Balatonföldvár
- Balatonfüred
- Balatonfűzfő
- Balatonlelle
- Balkány
- Balmazújváros
- Barcs
- Bátaszék
- Bátonyterenye
- Battonya
- Békés
- Békéscsaba
- Bélapátfalva
- Berettyóújfalu
- Berhida
- Biatorbágy
- Bicske
- Biharkeresztes
- Bóly
- Bonyhád
- Borsodnádasd
- Budakeszi
- Budaörs
- Budapest
- Bük
- Cegléd
- Celldömölk
- Cigánd
- Csenger
- Csepreg
- Csongrád
- Csorna
- Csorvás
- Csurgó
- Dabas
- Debrecen
- Demecser
- Derecske
- Dévaványa
- Devecser
- Dombóvár
- Dombrád
- Dorog

- Dunaföldvár
- Dunaharaszti
- Dunakeszi
- Dunaújváros
- Dunavarsány
- Dunavecse
- Edelény
- Eger
- Elek
- Emőd
- Encs
- Enying
- Ercsi
- Érd
- Esztergom
- Fehérgyarmat
- Felsőzsolca
- Fertőd
- Fonyód
- Fót
- Füzesabony
- Füzesgyarmat
- Gárdony
- Göd
- Gödöllő
- Gönc
- Gyál
- Gyomaendrőd
- Gyömrő
- Gyöngyös
- Győr
- Gyula
- Hajdúböszörmény
- Hajdúdorog
- Hajdúhadház
- Hajdúnánás
- Hajdúsámson
- Hajdúszoboszló
- Harkány
- Hatvan
- Herend
- Heves
- Hévíz
- Hódmezővásárhely
- Ibrány
- Izsák
- Jánoshalma
- Jánossomorja
- Jászapáti
- Jászárokszállás
- Jászberény
- Jászfényszaru
- Kaba
- Kadarkút
- Kalocsa
- Kaposvár
- Kapuvár
- Karcag
- Kazincbarcika
- Kecel

- Kecskemét
- Kemecse
- Kenderes
- Kerekegyháza
- Keszthely
- Kisbér
- Kisköre
- Kiskőrös
- Kiskunfélegyháza
- Kiskunhalas
- Kiskunmajsa
- Kistarcsa
- Kistelek
- Kisújszállás
- Kisvárda
- Komádi
- Komárom
- Komló
- Kozármisleny
- Körmend
- Körösladány
- Kőszeg
- Kunhegyes
- Kunszentmárton
- Kunszentmiklós
- Lábatlan
- Lajosmizse
- Lengyeltóti
- Lenti
- Létavértes
- Letenye
- Lőrinci
- Maglód
- Makó
- Mándok
- Marcali
- Máriapócs
- Martfű
- Martonvásár
- Mátészalka
- Mezőberény
- Mezőcsát
- Mezőhegyes
- Mezőkovácsháza
- Mezőkövesd
- Mezőtúr
- Mindszent
- Miskolc
- Mohács
- Monor
- Mór
- Mórahalom
- Mosonmagyaróvár
- Nádudvar
- Nagyatád
- Nagybajom
- Nagyecsed
- Nagyhalász
- Nagykálló
- Nagykanizsa

- Nagykáta
- Nagykőrös
- Nagymaros
- Nyékládháza
- Nyergesújfalu
- Nyíradony
- Nyírbátor
- Nyíregyháza
- Nyírlugos
- Nyírtelek
- Orosháza
- Oroszlány
- Ócsa
- Ózd
- Örkény
- Őriszentpéter
- Paks
- Pannonhalma
- Pálháza
- Pápa
- Pásztó
- Pécel
- Pécs
- Pécsvárad
- Pétervására
- Pilis
- Pilisvörösvár
- Polgár
- Polgárdi
- Pomáz
- Putnok
- Püspökladány
- Ráckeve
- Rakamaz
- Répcelak
- Rétság
- Sajószentpéter
- Salgótarján
- Sándorfalva
- Sárbogárd
- Sarkad
- Sárospatak
- Sárvár
- Sásd
- Sátoraljaújhely
- Sellye
- Siklós
- Simontornya
- Siófok
- Solt
- Soltvadkert
- Sopron
- Sümeg
- Szabadszállás
- Szarvas
- Százhalombatta
- Szécsény
- Seghedino
- Szeghalom
- Székesfehérvár

- Szekszárd
- Szendrő
- Szentendre
- Szentes
- Szentgotthárd
- Szentlőrinc
- Szerencs
- Szigethalom
- Szigetszentmiklós
- Szigetvár
- Szikszó
- Szob
- Szolnok
- Szombathely
- Tab
- Tamási
- Tapolca
- Tata
- Tatabánya
- Téglás
- Tét
- Tiszacsege
- Tiszaföldvár
- Tiszafüred
- Tiszakécske
- Tiszalök
- Tiszaújváros
- Tiszavasvári
- Tokaj
- Tolna
- Tompa
- Tótkomlós
- Tököl
- Törökbálint
- Törökszentmiklós
- Tura
- Túrkeve
- Újfehértó
- Újszász
- Üllő
- Vác
- Vámospércs
- Várpalota
- Vásárosnamény
- Vasvár
- Vecsés
- Velence
- Veresegyház
- Veszprém
- Vésztő
- Villány
- Visegrád
- Záhony
- Zalaegerszeg
- Zalakaros
- Zalalövő
- Zalaszentgrót
- Zirc

## Galleria d'immagini

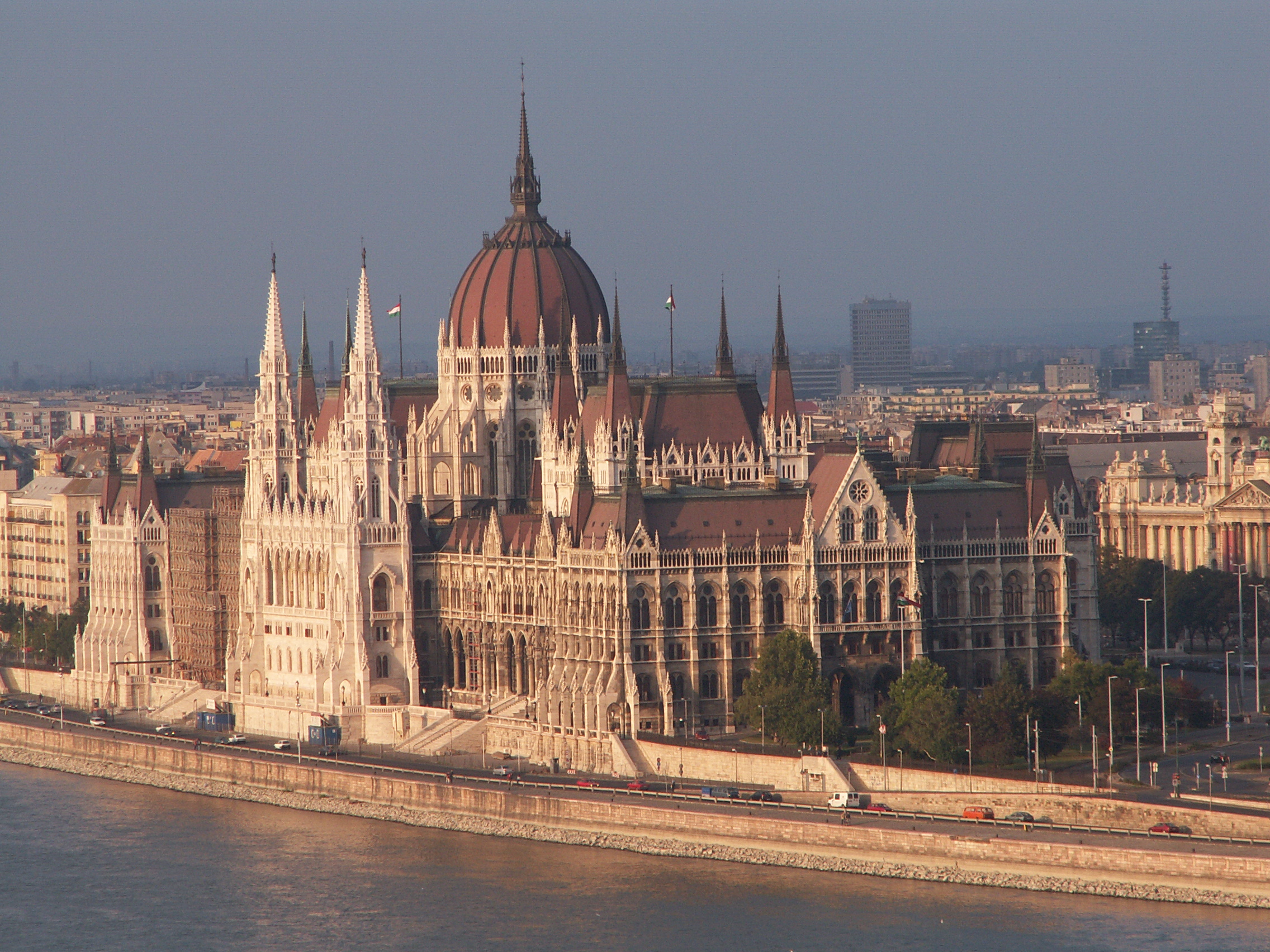
Budapest
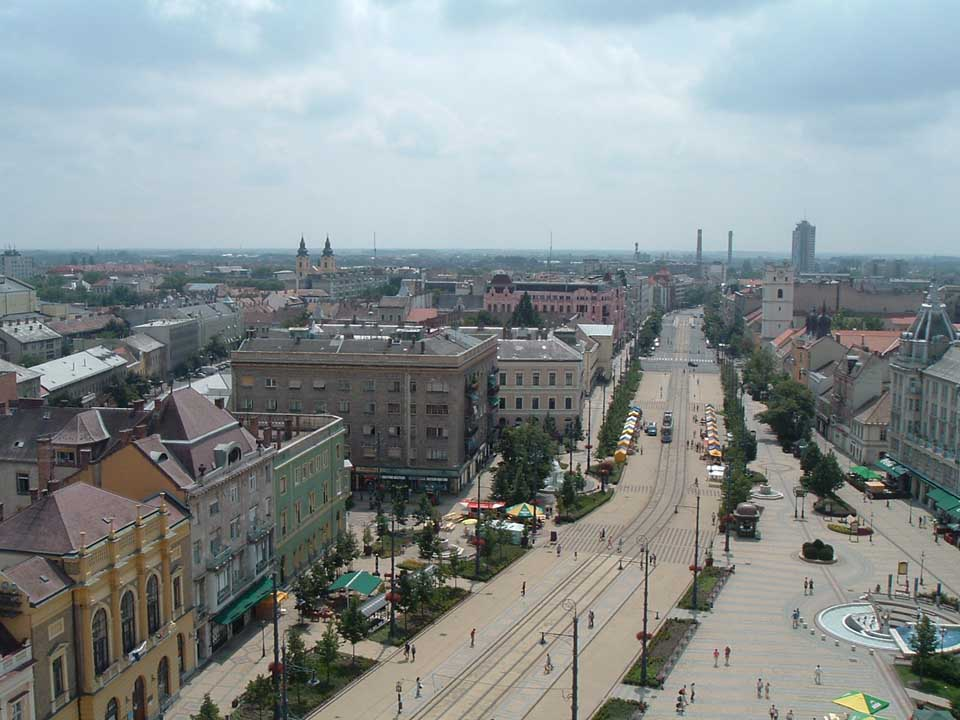
Debrecen
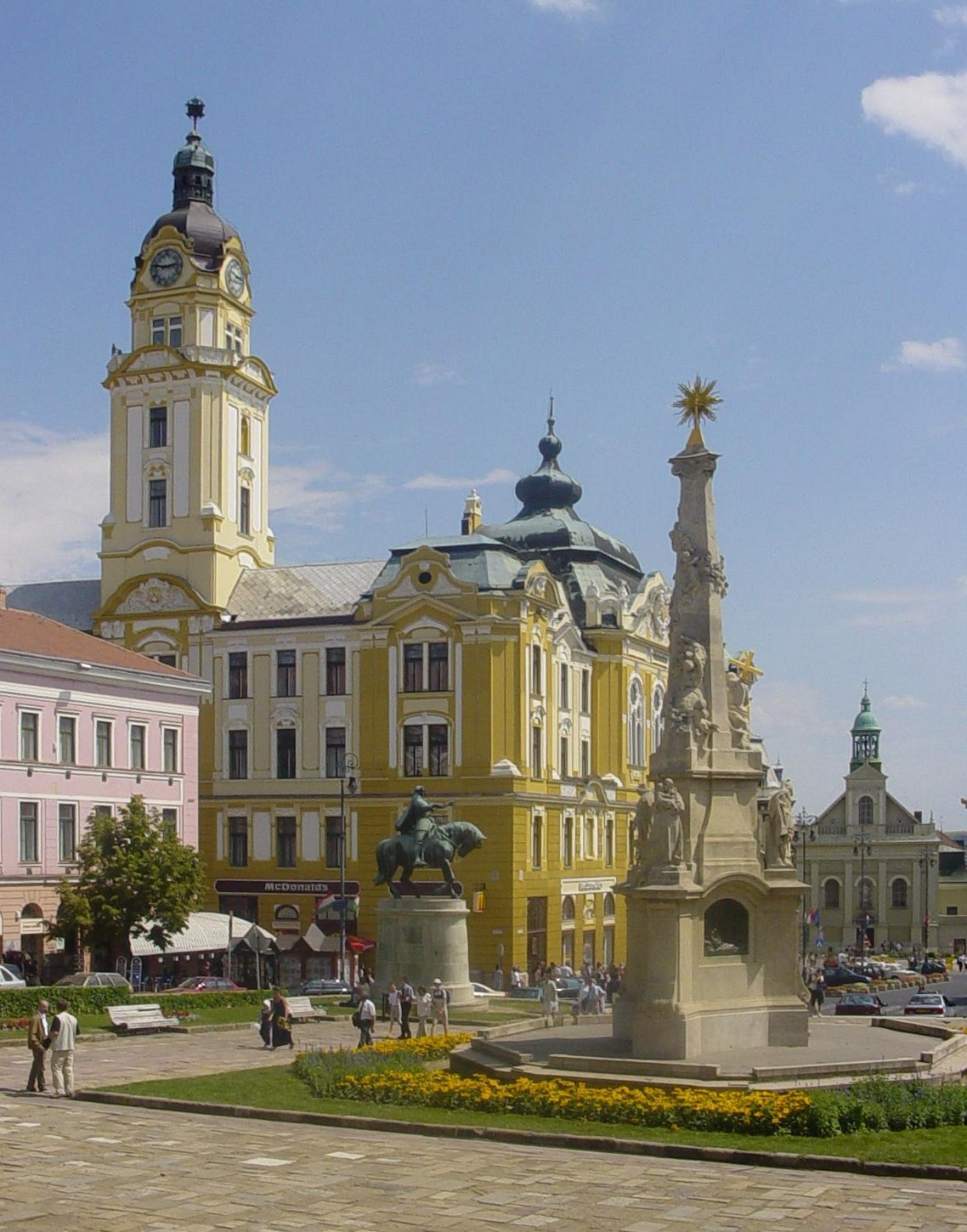
Pécs
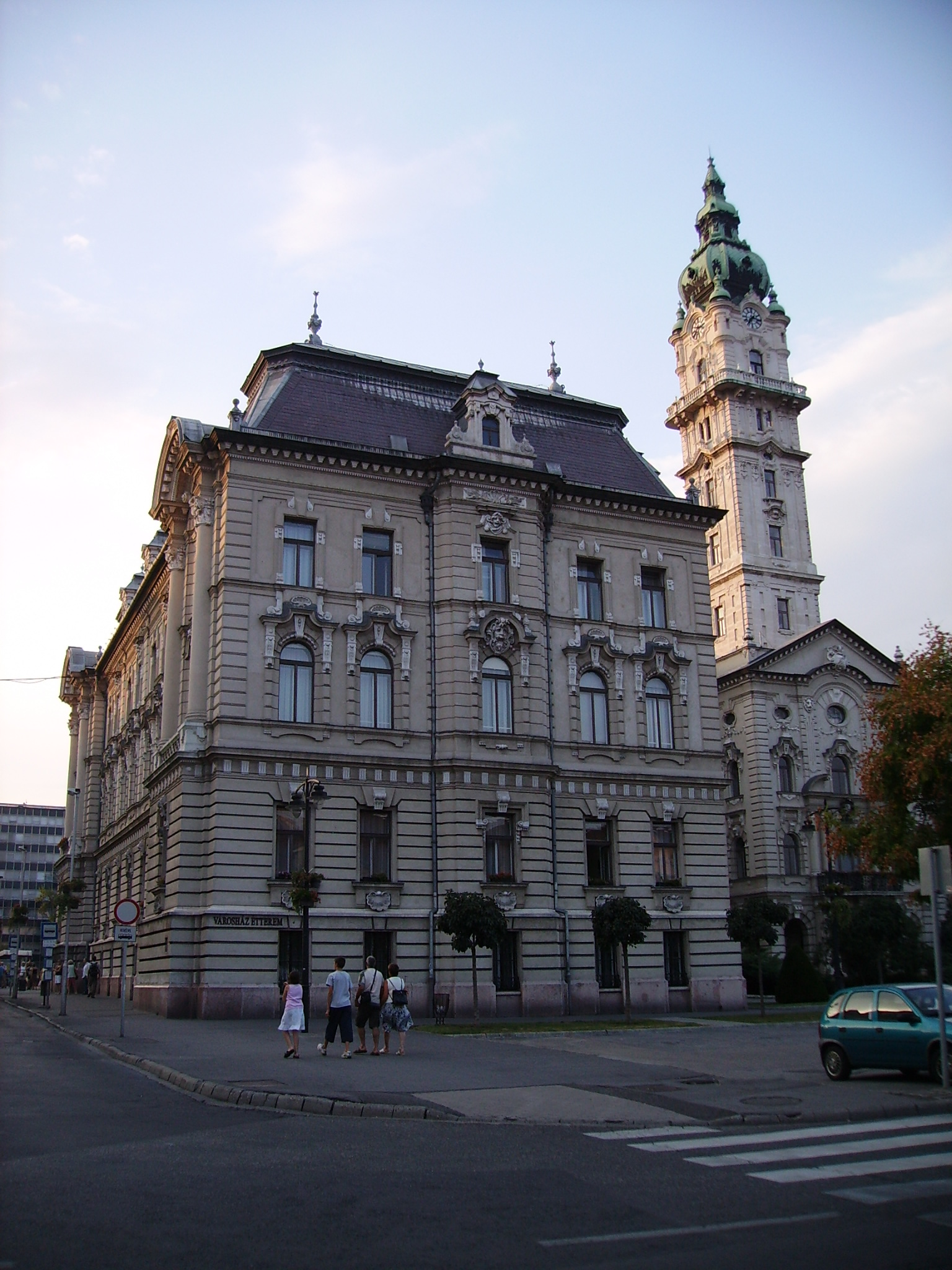
Győr
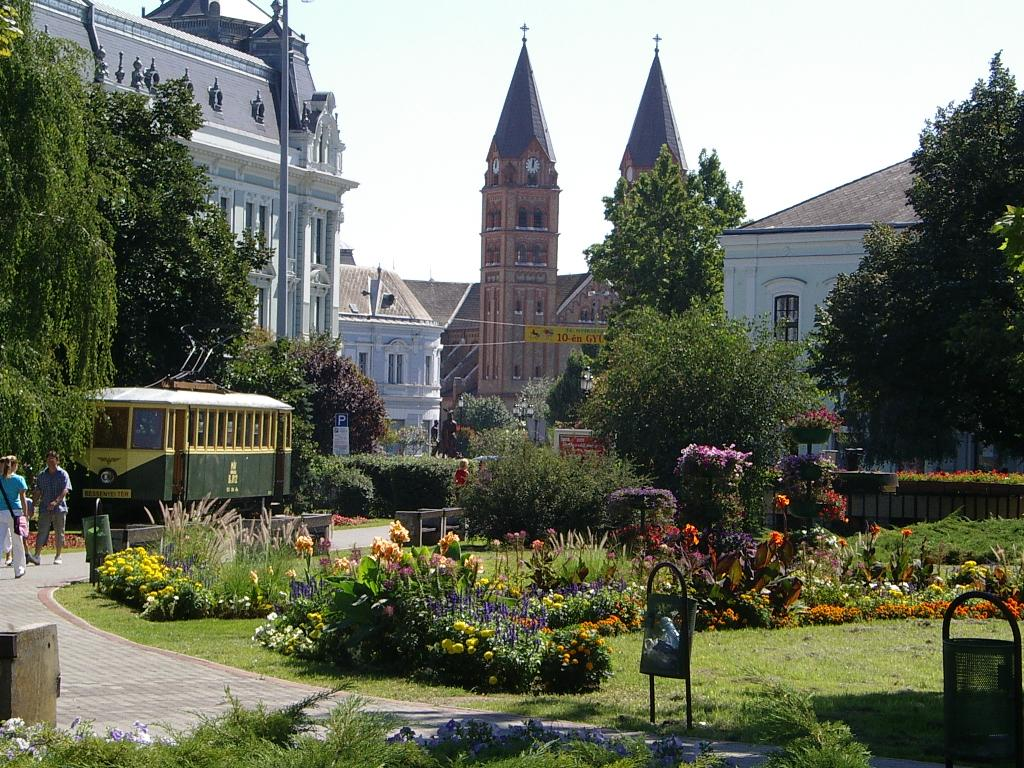
Nyíregyháza
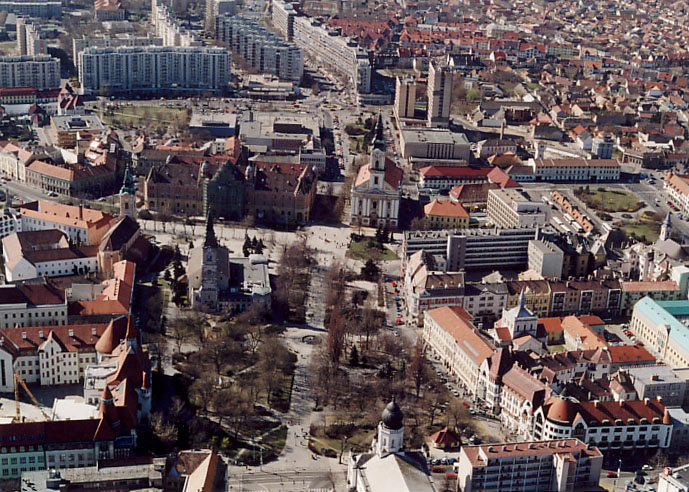
Kecskemét
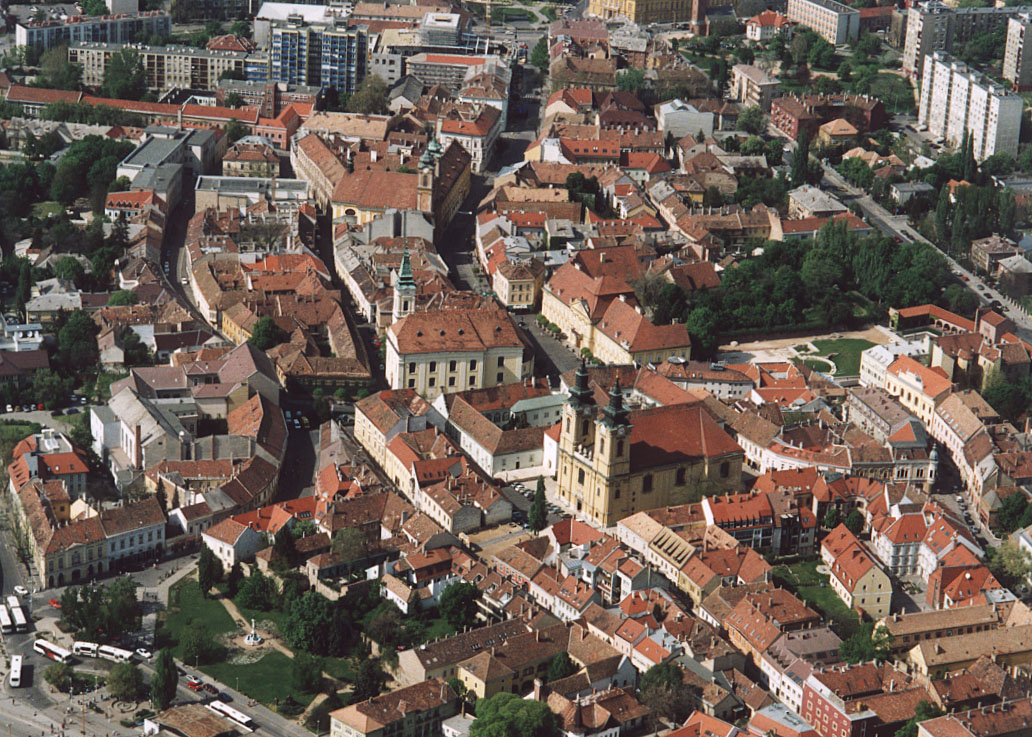
Székesfehérvár
Szombathely
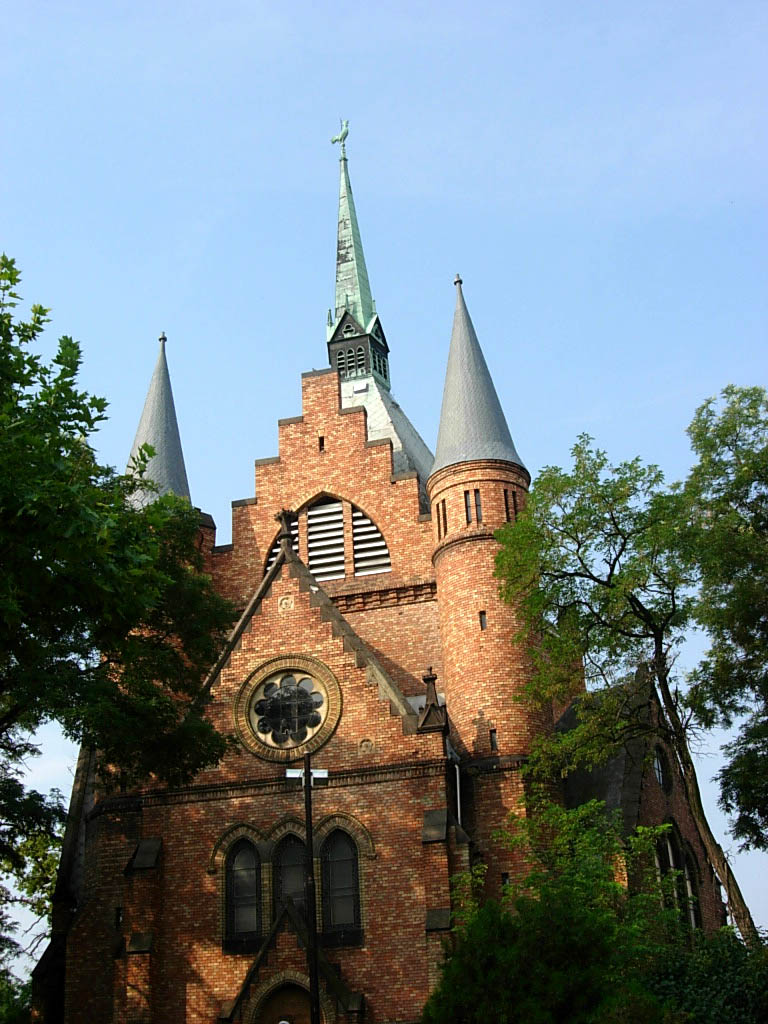
Szolnok
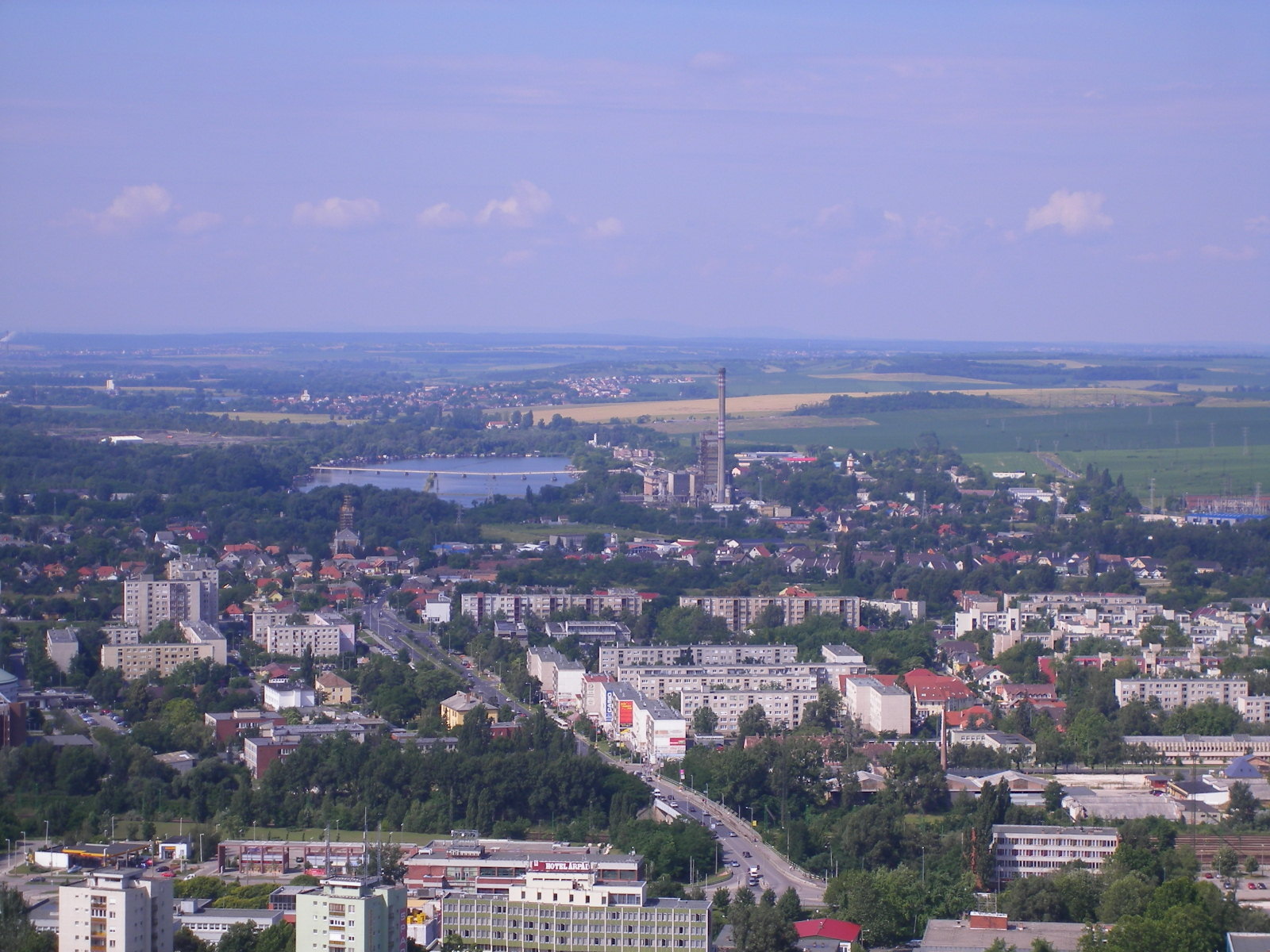
Tatabánya
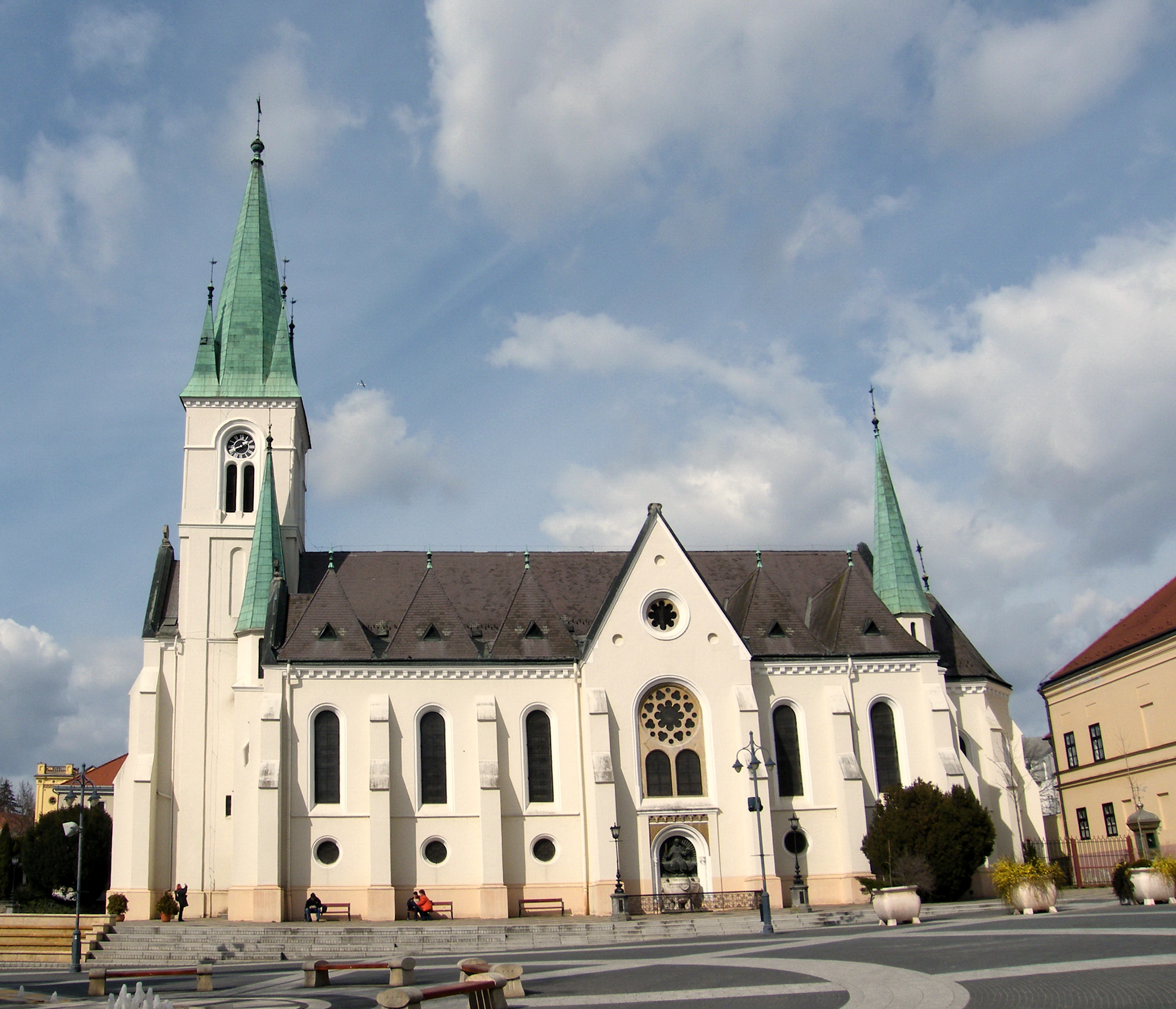
Kaposvár
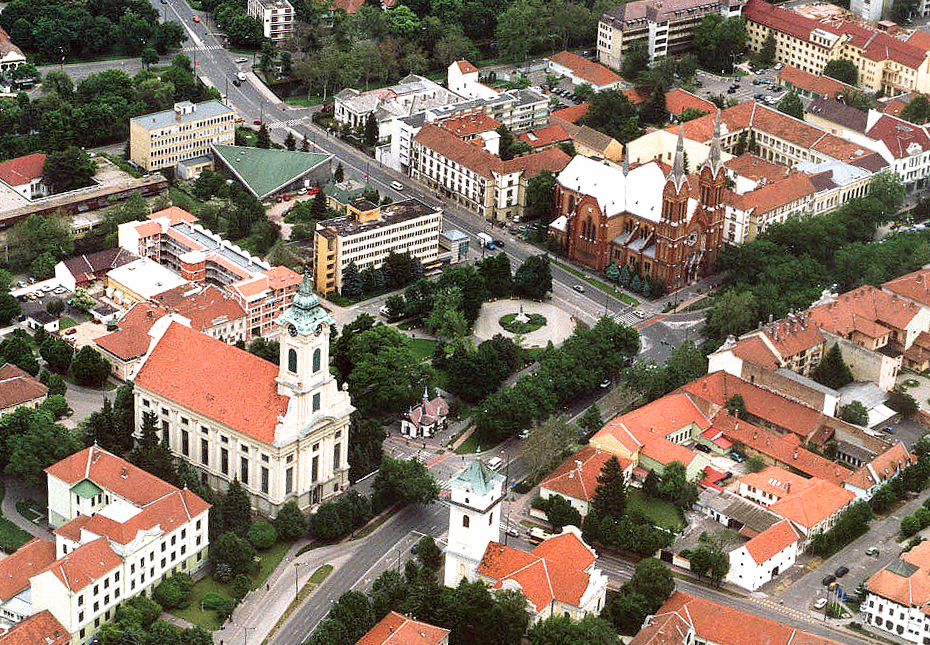
Békéscsaba
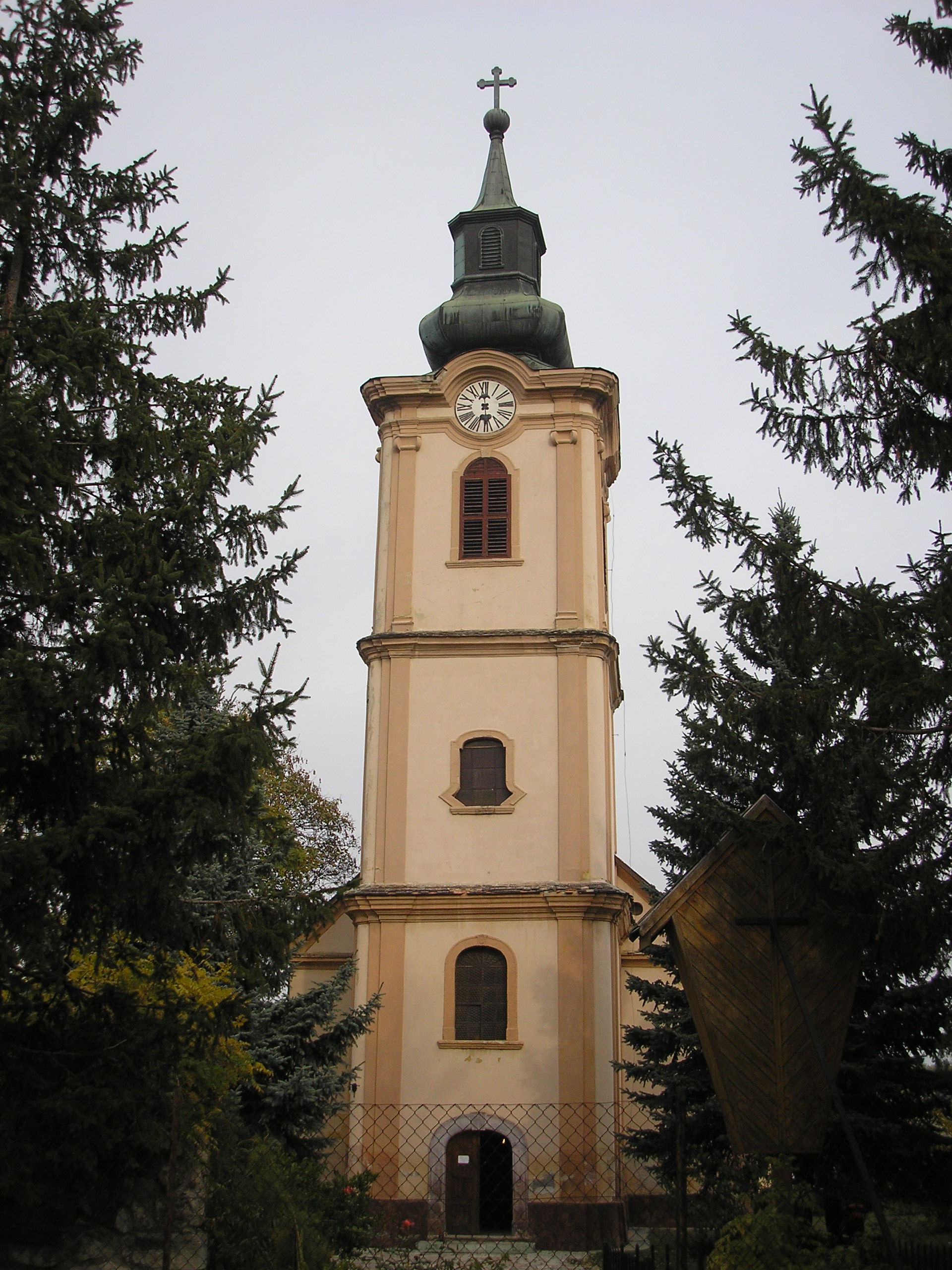
Érd
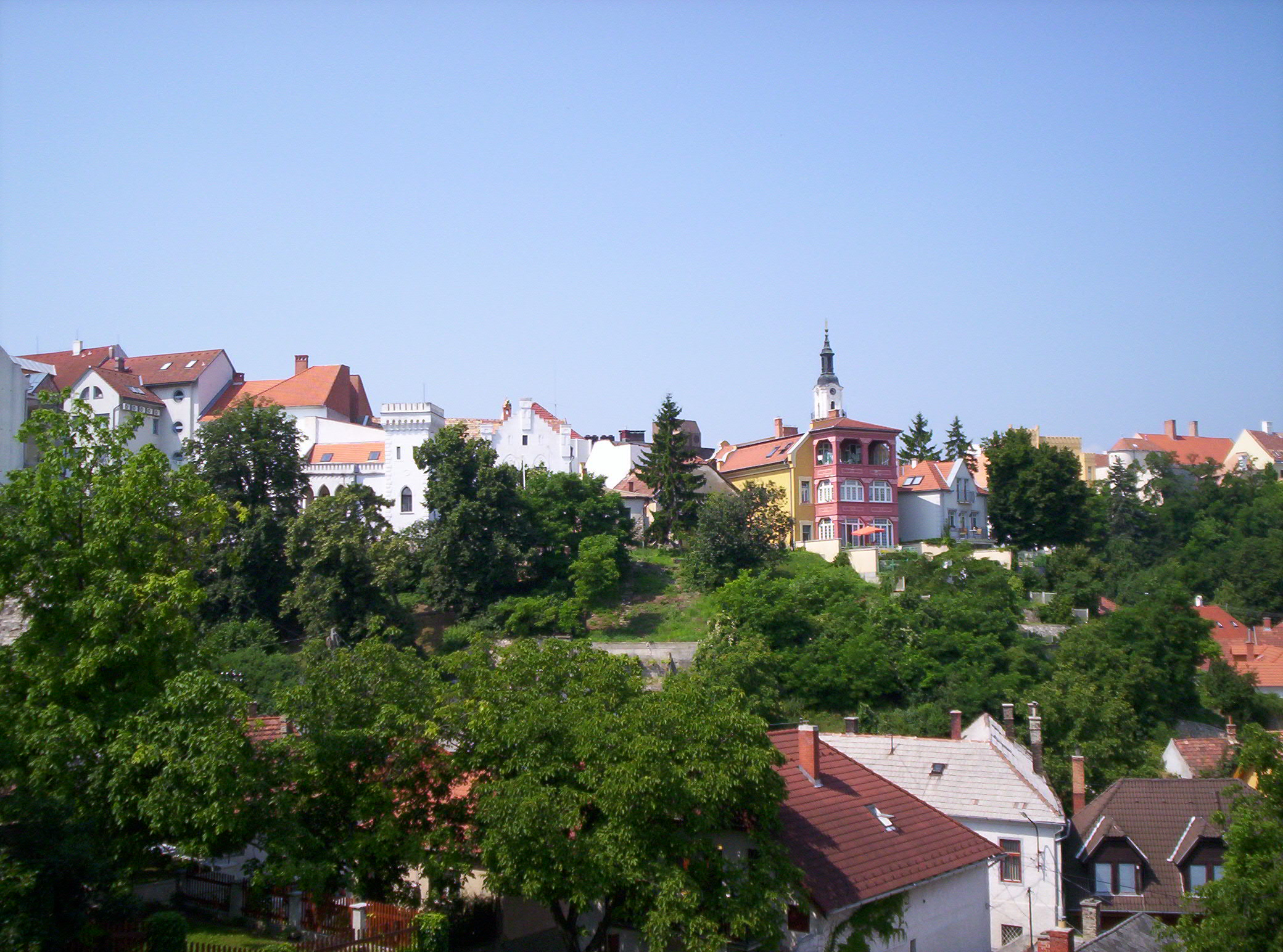
Veszprém
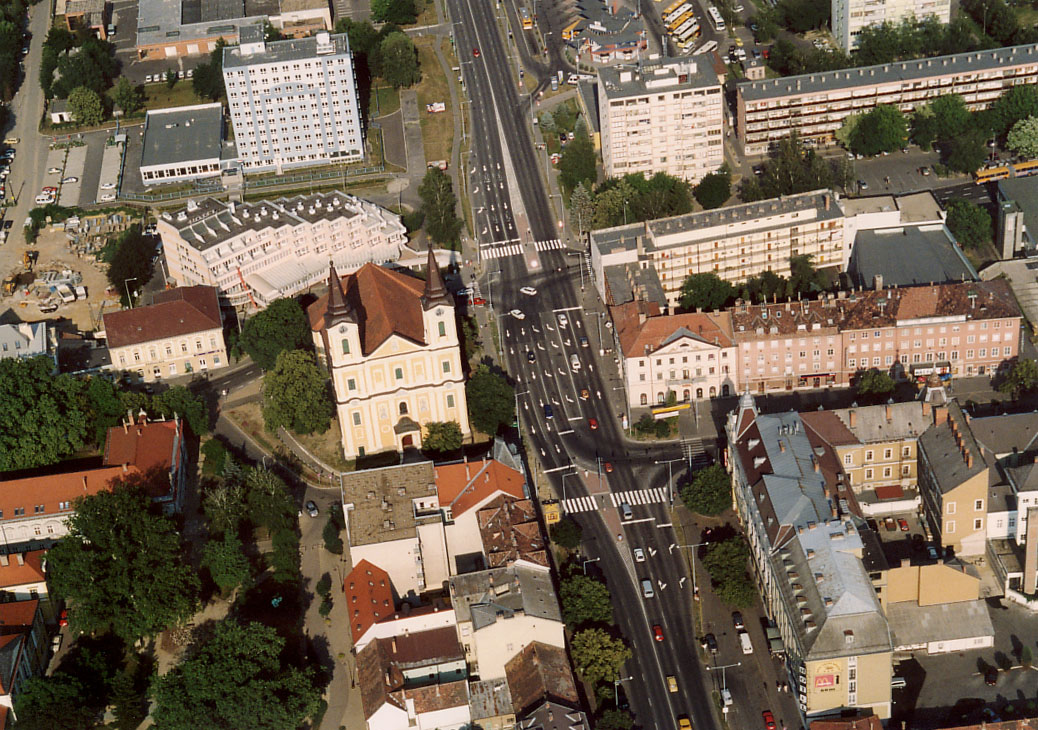
Zalaegerszeg
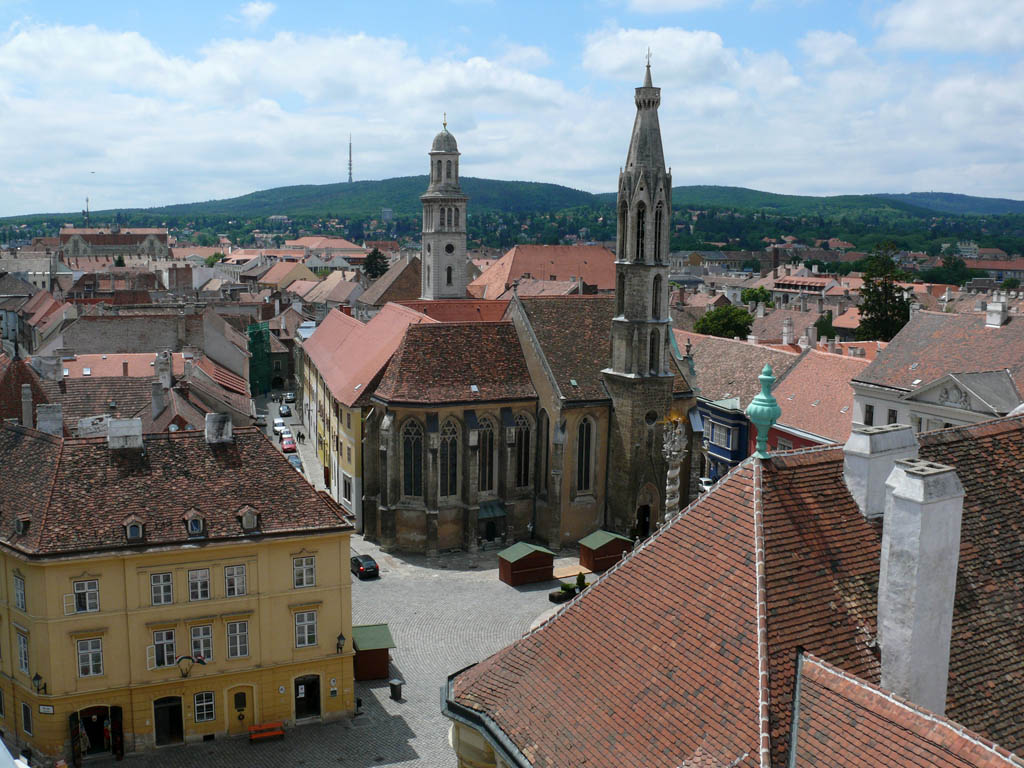
Sopron